# Загатье (Дзержинский район)
Зага́тье (бел. Загацце) — посёлок в составе Негорельского сельсовета Дзержинского района Минской области Беларуси. Деревня расположена в 24 километрах от Дзержинска, 56 километрах от Минска и 11 километрах от железнодорожного остановочного пункта Энергетик.

## История
В послевоенные годы, посёлок входил в состав колхоза «Россия», в 1988 году тут проживали 16 человек. В 1991 году — 7 дворов и 12 жителей. По состоянию на 2009 год, деревня в составе филиала «Логовищенский».

## Население
| Численность населения (по годам) | Численность населения (по годам) | Численность населения (по годам) | Численность населения (по годам) | Численность населения (по годам) | Численность населения (по годам) | Численность населения (по годам) | Численность населения (по годам) | Численность населения (по годам) |
| 1988                             | 1991                             | 1999                             | 2004                             | 2010                             | 2017                             | 2018                             | 2020                             | 2022                             |
| -------------------------------- | -------------------------------- | -------------------------------- | -------------------------------- | -------------------------------- | -------------------------------- | -------------------------------- | -------------------------------- | -------------------------------- |
| 16                               | ↘ 12                             | ↘ 10                             | ↘ 7                              | ↘ 3                              | → 3                              | → 3                              | ↘ 2                              | → 2                              |